# Milenko Doberlet
Milenko Doberlet, slovenski amaterski lutkar, * 4. julij 1903, Ljubljana, † 8. september 1956, Ljubljana.

## Življenje in delo
Kot stalni sodelavec Milana Klemenčiča v Slovenskem marijonetnem gledališču (1920-1924) in kasneje Minijaturnem gledališču (1935-1940 in 1949-1950) je z velikim smislom za humor in improvizacijo izoblikoval slovensko različico lutkovnega burkeža Gašperčka. Prav tako uspešen je bil do leta 1940 njegov Gašperček v oddajah na valovih Radia Ljubljane. Leta 1944 je sodeloval pri prvih predstavah Partizanskega lutkovnega gledališča. 